# ウィレム・ドレース
ウィレム・ドレース（オランダ語：Willem Drees、1886年7月5日 - 1988年5月14日）は、オランダの政治家。第37代オランダ首相を務めた。名宰相の誉れ高く、2006年にラジオ局が実施した世論調査で戦後最高の首相に選ばれた。

## 生い立ち

### 青年時代
1886年7月5日にアムステルダムに誕生する。中等学校を経て1906年までアムステルダム市内の銀行に勤務。その後アムステルダム市議会やオランダ議会にて速記者を務める。

### 首相就任以前
1904年に社会民主労働党（SDAP、1946年に労働党に合流）へ入党し、1910年から1931年まで同党のデン・ハーグ支部長、1913年から1941年にかけてはデン・ハーグ市議会議員を歴任した。この間の1919年から1941年までの22年間は南ホラント州議会議員も兼務した。
また、1927年から1941年まで党役員、1933年から1940年にかけては第二院議員となった（1939年以降は議会内の会派代表）。その後、1945年6月24日から1948年8月7日まで社会問題相及び代理首相に就任。

### 首相時代と引退後
1948年8月7日から1958年12月22日までの10年以上、4次にわたる長期政権において首相を務める。首相在任中は脱植民地化のトラウマ、福祉国家の樹立、国際的な統合および協力といった少なくとも4つの政治課題に直面した時代でもあり、とくに経済協力開発機構や北大西洋条約機構、欧州石炭鉄鋼共同体そして欧州経済共同体設立については、国内で主導的な役割も果たした。
1958年12月に政権が崩壊すると名誉国務大臣に任命されたほか、翌年には労働党役員会議の終身委員にも選ばれた。だが労働党内で新左翼の動きが活発となるとこれに強い不満を示し、37年間近く所属してきた党を離れる。その後も高齢ながら政界に対し隠然たる影響力を発揮し、97歳まで多数の書物を出版した。
1988年5月14日にデン・ハーグにて死去した。101歳であった。

## エピソード

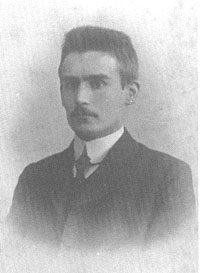
1908年のドレース

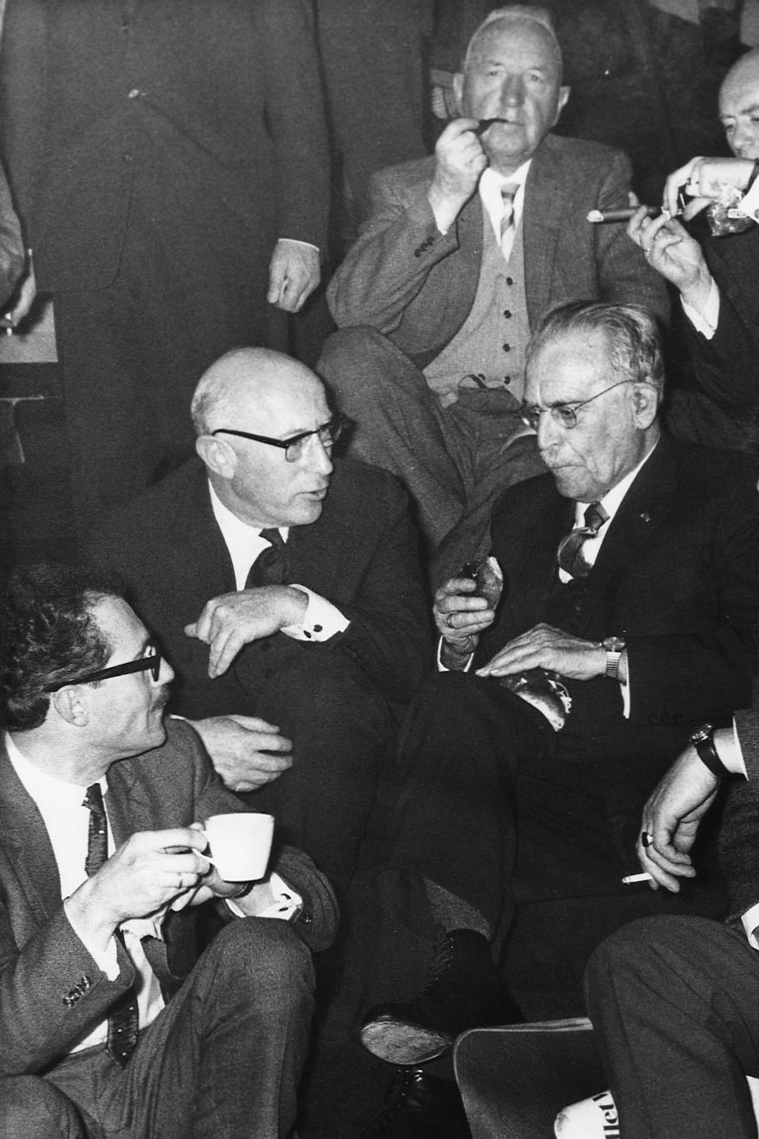
労働党会議でのドレース（1965年）

- エスペランティストとしても知られ、1954年にハールレムで開催された世界エスペラント会議では講演を行っている。[5]。
- ドイツ占領中の1940年10月、ブーヘンヴァルト強制収容所に収容されるも翌月釈放。釈放後は社会民主労働党の地下組織で副議長などを務め、ナチスからの解放に向け尽力する。
- 息子のヤン・ドレースとウィレム･ドレース・ジュニアは、共に父の後を継ぎ労働党で活動を行うが、他の若手党員らと急進的な政策を展開すべく、1970年頃に離党し民主社会70に参加。ドレース自身も1971年に労働党を離党するも、新左翼勢力を忌避し民主社会70入りすることは無かった。
- 禁酒家であった[6]。